# 定比例の法則
定比例の法則（ていひれいのほうそく、英: law of definite proportions/law of constant proportions）とは、物質が化学反応する時、反応に関与する物質の質量の割合は、常に一定であるという法則。また化学反応において元素の転換は起こらないので、これは化合物を構成する成分元素の質量の比は常に一定であることも意味する。例えば水を構成する水素と酸素の質量の比は常に1:8である（1Hと16Oのみを考えた場合）。他の例としては、酸化銅(II)を構成する銅と酸素の質量の比が常に4：1であることなどがある。
法則の和名が現象に則さないため、近年では一定組成の法則への名称変更が提唱されている。

## 歴史
1799年にジョゼフ・ルイ・プルースト（Joseph Louis Proust）によって発表された。これに対しクロード・ルイ・ベルトレー（Claude Louis Berthollet）は、鉱物の組成などを例にあげ、化合物を構成する成分元素の比は産地や製法によって変化するとして反対した。当時はまだ混合物と化合物の違いが明確に区別されていなかったため、ベルトレーの考え方が主流であった。プルーストはこれに対し、炭酸銅が鉱物のクジャク石から得られたものも実験室で合成したものも同じ組成を持つことや、酸化銅や酸化スズに2種類のものがあることを示し、組成が変化するように見えるのはこれらの混合物であるためであることを示し反論した。
定比例の法則はドルトンが原子論を提唱する際にその根拠の1つとして発表され受け入れられていった。
しかし、金属間化合物や一部の金属酸化物ではベルトレーの主張したような成分元素の比がある範囲で変化するものも知られており、不定比化合物あるいはベルトレーの名をとってベルトライド化合物と呼ばれている。それに対し定比例の法則に従い、特定の組成しかとらない化合物は、定比化合物あるいはドルトンの名をとってドルトナイド化合物と呼ばれている。

## その後
定比例の法則も倍数比例の法則も受け入れられるようになっていったが、ドルトンの原子論では、どうしても都合がつかないような状況が生じてくるようになってきた。それが気体反応の法則である。どういうことかというと、例えば窒素1体積と酸素1体積から一酸化窒素2体積が生じる反応において、窒素も酸素ももし原子だとすれば、分割されてしまい、分割できないという原子論の基本に反してしまう。その矛盾を解決したのがアボガドロである。（これ以降の経過は気体反応の法則を参照）